# 张程锋
张程锋（1950年—），男，河南济源人，中华人民共和国政治人物，2000年8月-2004年1月曾任河南省公安厅厅长、党委书记，河南省人大常委会副主任。

任内破获郑州特大系列抢劫银行案。